# Trillen

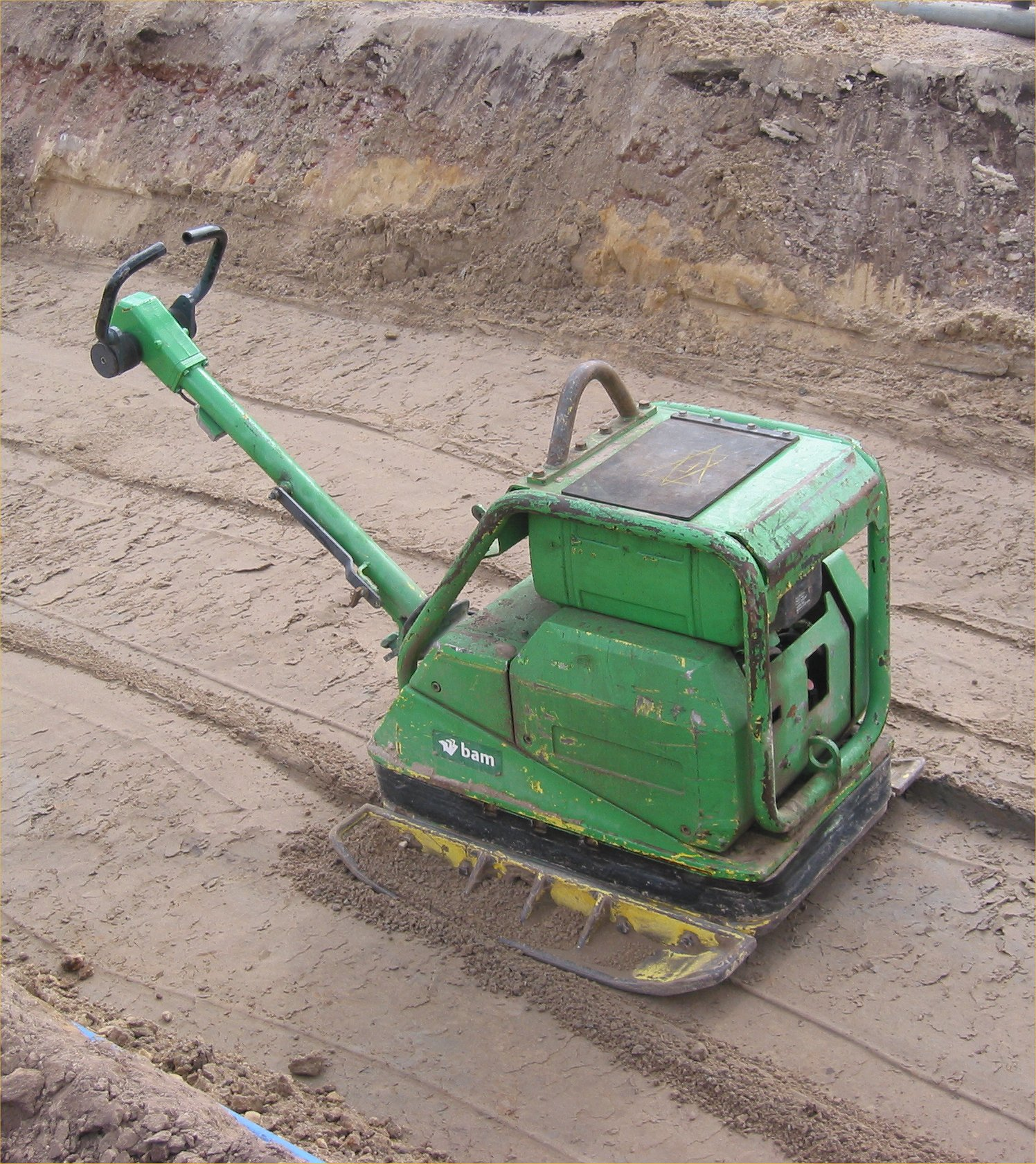
Trilplaat

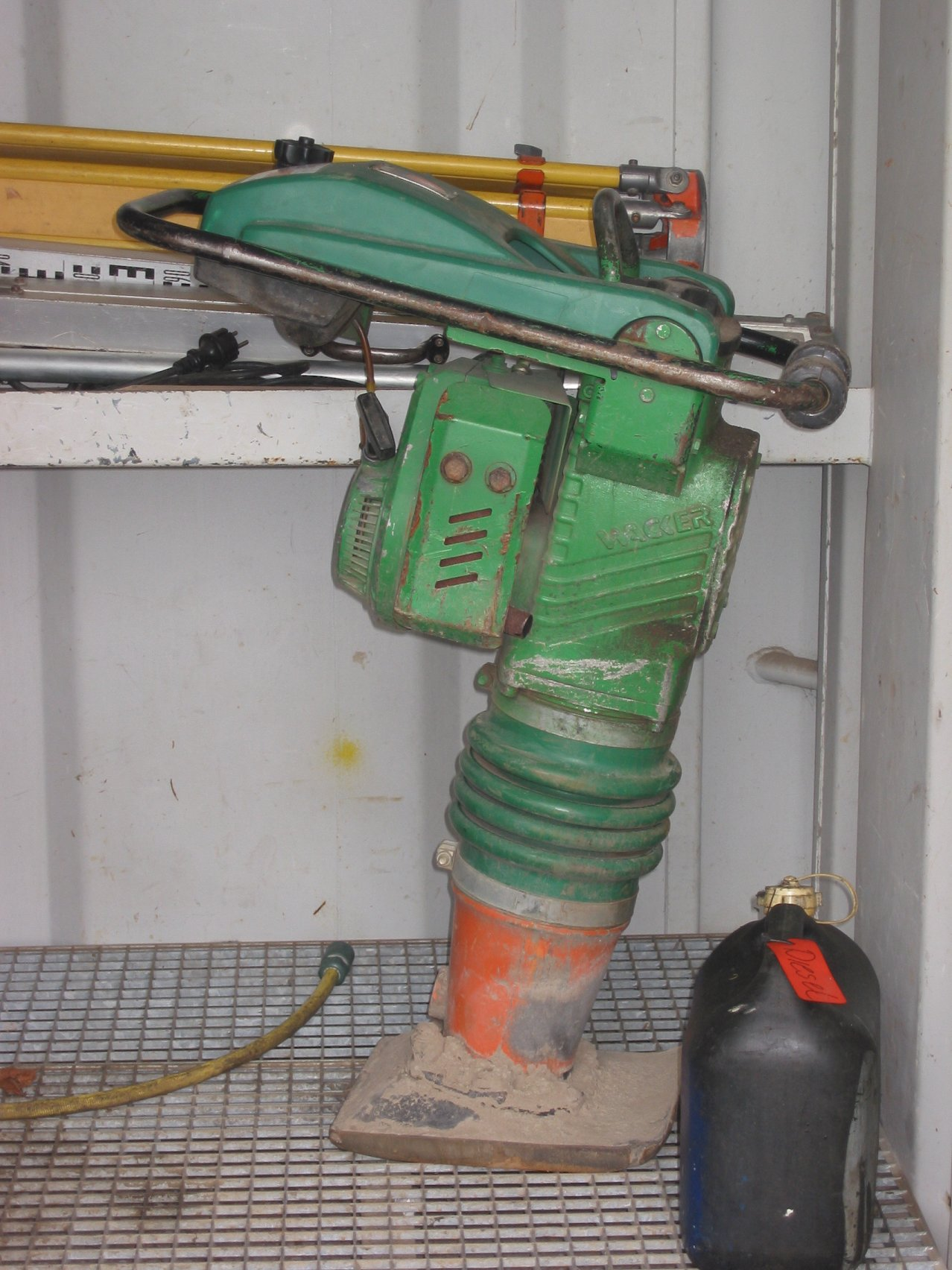
Trilstamper

Trillen (in Vlaanderen soms ook trilheien genoemd) is een alternatieve heimethode waarbij men met een trilblok een funderingspaal of damwand in trilling brengt. Hierdoor verliest de onderliggende grond zijn draagkracht en zakt onder het gewicht van het trilblok en het eigen gewicht van de paal de grond in.
Trillen is ook een verdichtingsmethode om een dichtere pakking van mengsels te krijgen door middel van een trilplaat of trilstamper. Bijvoorbeeld toe te passen bij de aanleg van straatwerk waarbij het zandpakket wordt verdicht, zodat de tegels of straatstenen niet verzakken. Het trillen van beton, om luchtbelinsluiting te voorkomen.
fundering op staal · fundering op putten · grondverbetering · paalfunderingen (lijst van funderingspaalsystemen) · verdichten